# Horné Orešany
Horné Orešany es un municipio del distrito de Trnava en la región de Trnava, Eslovaquia. Tiene una población estimada, a fines del año 2023, de 1948 habitantes.
Está ubicado en el centro de la región, cerca del río Váh (cuenca hidrográfica del Danubio) y de la frontera con la región de Bratislava.

## Demografía
| Año        | 1994 | 2004    | 2014    | 2024    |
| ---------- | ---- | ------- | ------- | ------- |
| Población  | 1840 | 1851    | 1910    | 1919    |
| Diferencia |      | +0,59 % | +3,18 % | +0,47 % |

| Año        | 2023 | 2024    |
| ---------- | ---- | ------- |
| Población  | 1948 | 1919    |
| Diferencia |      | −1,48 % |